# مقدمة سيد الخواتم (رواية)
مقدمة سيد الخواتم (بالإسبانية: Prólogo de El Señor de los Anillos)‏ هو نص ظهر في الرواية المعروفة سيد الخواتم للكاتب البريطاني والفقيه اللغوي ج. ر. ر. تولكين والذي لخص وفسر فيه ملامحاً مختلفة لأسطورته ولها صلة بالعمل. وتعد هذه المقدمة رابطاً بين سيد الخواتم وسابقتها الهوبيت والتي خصص معظمها للهوبيت، جنس خيالي يشبه البشر ويتميز بقامته القصيرة.
كتب ج.ر.ر تولكين أول طبعة من المقدمة في الفترة ما بين 1938 – 1939 بعد أن بدأ في تأليف رواية سيد الخواتم بقليل، على الرغم من أن هذه الطبعة كانت لا تزال ضحلة فنياً. وبسبب الأهمية الكبري التي أولاها للطبعة تأخر عشر سنوات في إنهاء النص وهذا لم يتم حتي قبل نشر أول الأجزاء بقليل واللاتي تم تقسيم الرواية إليها، «مجتمع الخواتم» 1954. وبعد أن تم الانتهاء من الرواية كاملة حدث للمقدمة تغيرات كبيرة وتوجد عدة طبعات، نشر بعضها الابن الثالث والناشر الرئيسي للمؤلف كرسيوفر نولكاين في كتب عودة الظلام 1993 وقري الأرض الوسطي 2002 من مجموعة «تاريخ الأرض الوسطي». 
لقد أَوْلي النقاد المقدمة أهمية كبري ونصحوا القراء إلا ينسوا تصفحها وفي الثلاثية السينمائية التي أعدها الكاتب السينمائي النيوزيلاندي بيتر جاكسون عن سيد الخواتم ظهر جزء من المقدمة في الطبعة التي عرض فيها الفيلم الأول، مجتمع الخواتم حيث وصف الهوبيت بيلبو بولسون جنسه وهو يدون مقدمة كتابه حكاية ذهاب وإياب سواء في هذا العمل أو عمل المخرج رالف باكش تكمن المقدمة في حكاية «خواتم القوة» وخاصة حكاية «الفريد».

## المضمون

خاتم سورون

هذا الجزء من المقدمة هو النص الوحيد للكاتب ج.ر.ر نولكاين والذي يحتوي على حكاية جنس الهوبيت قبل الأحداث المسرودة في "سيد الخوات" يعود أصله إلي "الأيام السحيقة" لكنه لا يعرف شئ عنهم حتي "عصر الشمس الثالث" إلا الثلاثة أفرع للجنس، ألبوس، فويرتس وبيلوسوس" والذين تعايشوا معاً في أودية "ديليرو أندوين" وهناك أصبحوا علي علاقة (أقاموا علاقة) مع "إيوثيود" السابقين علي "الرويريم" واقتبسوا منهم بعض العادات ولغتهم. وبعد مرور الألف الأول من "عصر الشمس الثالث" انتقل الهوبيتس إلي أرض "إريادور" وإنفصل الثلاثة أفرع كي يتحدوا بعد ذلك بعد مرور عدة سنوات في "لاكوماركا" التي أسسها الأخوة ألبوس مارتشو وبلانكو حيث عاش الهوبيتس في سلالم حتي حرب الخواتم والتي نشبت في نهاية عصر الشمس الثالث. 
وادي لارجو، مكان حيث زرع تويولد كورنيتا لأول مرة العشب للبايب عرض تولكين بالإضافة لذلك وصف الهوبيتس والاختلافات الرئيسية بين الثلاثة فروع وأيضاً ثقافتهم وبعض العادات.

### العشب
يصف هذا الجزء أحد الهوايات الأساسية للهوبيتس وهي تدخين البايب، من وجهة النظر الخيالية للأسطورة.
أرجع تولكين أصول هذه العادة إلي كومارس عام 2670 لعصر الشمس الثالث عندما زرع الهوبيتس توبلد كورنيتا العشب لأول مرة للبايب في وادي لارجو، قرية في لاكواديرنا دل سور. ومع ذلك كان هوبيتس قرية بري أول من دخن البايب وقاموا بنشرالعادة بين الأجناس الأخري مثل الأقزام والرجال. عشب البايب الذي قام بزراعته توبلد كورنيت صدر من منطقة بري لكنه لم يكن موطنه الأصلي بل الأراضي التي توجد في المجري السفلي لنهر أندوين حيث قام بزراعته النومنوريانوس.

### نظام كوماركا
يتم هنا وصف التقسيمات الجغرافية الرئيسية لكوماركا الأرض التي يعيش فيها جنس الهوبيتس من عصر الشمس الثالث بجانب الأربعة تقسيمات الرئيسية، تسمي أيضاً كواديرناس، كانت هناك تقسيمات أصغر لكنها لم تكن رسمية مثل أراضي العائلة وأيضاً وصف نظام الحكم (الموجود في قرية كافا دا جراندي والتاين) والخدمات العامة النادرة في لاكوماركا: الشرطة (أو الضابط كما اعتاد أن يطبق عليهم الهوبيتس) والبريد.

### اكتشاف الخاتم
لربط كلا الروايتين عرض تولكين هنا مخلصاً للهوبيت استفاض بصفة خاصة قي الجزء الذي أكتشف فيه بيلبوبولسون الخاتم الفريد مقابلته للمخلوقة جولوم.
وبهدف تفسير التغيرات التي تمت في فصل «ألغاز في الظلام» للهوبيت، قص 
تولكين أيضاً في هذا الجزء كيف أن بيلبو أخترع حكاية زائفة عن لقائه بجو لوم (القصة التي ظهرت في الطبعة الأولى للهوبيت) لقصها على أصدقائه وكيف أنه أخبر الساحر جاندالف بالحقيقة فقط (القصة التي ظهرت في الطبعة الثانية وهنا) بعد إصراره.

## التركيب
خصص ج. ر. ر تولكين مقدمة سيد الخواتم للهوبيتس لأنه كما تقول الجمل الأولى في الرواية يعتبرهم الأبطال الرئيسيين لها في الفترة ما بين 1938 و 1939 حينما كان يكتب الجزء الرابع من «مملكة الخواتم» طريق مختصر نحو الفطريات مدونا بجانب وصف العمارة الهوبيت «وضعها في المقدمة».
بداية من ذلك بدأ مخطوط جديد أطلق عليه «عنوّنه» مقدمة الهوبيتس ولم يقسمها إلى فصول عديدة كما فعل في المقدمة المعروفة بل إنه جمع كل المعلومات في نص واحد ظهرت فيه ملامح عديدة ثم حفظها على الرغم إنه لم يذكر حتى الآن كل حكاية الهوبيتس وعشب البايب ونظام كوماركا وهناك تفاصيل أخرى تم إستبعادها مثل قدرة الهوبيتس على السمع من مسافة تصل إلى ميل أو القدرات العديدة كالخاتم الفريد بجانب القدرة على الأختفاء. وفي ذلك العصر أعد طبعة أخرى للمقدمة مثل سابقتها لكنها أكثر توسعاً في الإشارة إلى حكاية بلبو وجولوم.
أدخل بعد ذلك بعدة سنوات تأسيس كوماركا وأيضاً العبارات المخصصة لنظام كوماركا وعشب البايب الذي نشأ من تفسير لميريادوك «ميرى» برانديجامو الذي أعطاه للملك ثيودن دى روهان وتم عرضه في المقدمة بنفس طريقة العمارة الهوبيت وبعد تأليف طبيعتين آخرتين بتعديلات بسيطة، قام ج.ر.ر تولكين بكتابة مقدمة أخرى تحتوى على معلومات أكثر ووسّع بصفة خاصة حكاية الهوبيتس والتي ظهر لأول مرة فيها معركة «الحقول الخضراء» ويرجع ذلك لتركيب فصل «أستصلاح كوماركا» والثلاثة فروع الذين ينتمون للجنس، والمشتقة من الطبعة الأولى لملحق الرواية. ومع ذلك ففى الطبعة الجديدة طرح الأجزاء التي تتحدث عن العشب للبايب وحكاية بيلبو وجولوم جانباً.
في بداية عقد 1950 وبعد جديدة بتعديلات جديدة ألَّ ج. ر. ر. تولكين المقدمة المعروفة والتي تحتوى على قصة بيلبو وجولوم الحالية كى تتفق مع الطبعة الجديدة لفصل «ألغاز في الظلام» للهوبيت والتي كان قد تم تعديلها كى تعكس المفهوم الجديدللخاتم وقوته الخارقة.
نشر كريستوفر تولكين، أحد أبناء المؤلف والناشر الرئيسى الطبعات المختلفة للمقدمة بعد ذلك بسنوات كثيرة في كتب «عودة الظل» 1993 و «شعوب الأرض الوسطى» 2002 .

## معالجة سينمائية

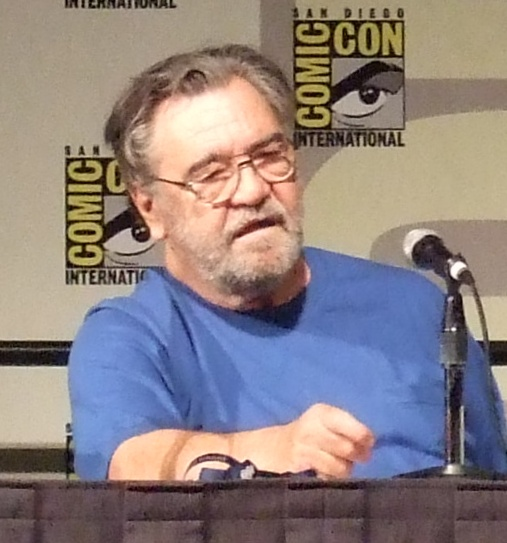
رالف باكشى مخرج فيلم الرسوم المتحركة لـ" سيد الخواتم"

أختلفت مقدمة الفيلم المقتبس في الرسوم المتحركة «سيد الخواتم» الذي أخرجه وألف باكش والتي سرد فيها حكاية خواتم القوة، حرب التحالف الأخير، اختفاء الخاتم الفريد من إيسيلدرو ومقابلته اللاحقة بجولوم. الشئ الوحيد الذي أشتركا فيه هو حكاية جولوم وبيلبو.

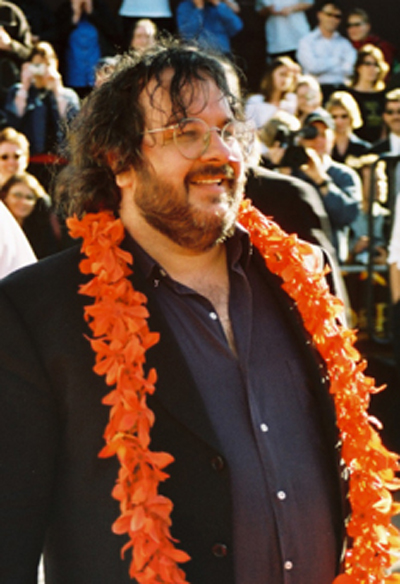
بيتر جاكسون مخرج ومنتج وكاتب سيناريو الثلاثية لـ " مملكة الخواتم"

في الثلاثية السينيمائية للمخرج بيترجاكسون ظهر فقط جزء من المقدمة في الطبعة الممتدة من الفيلم الأول «مجتمع الخواتم» حيث وصف الهوبت بيلبو بولسون جنسه وهو يكتب مقدمة كتابه «حكاية ذهاب وآياب» ومع ذلك فإذا كان هذه هو المقدمة، فإن هذه المشاهد تعتبر جزءاً من الحركة في الفيلم والمقدمة تشبه مقدمة اقتباس باكشى مركزاً أيضاً على الأيام السحيقة وحكاية الخاتم الفريد.
في المسودات الأولية للسيناريو كانت المقدمة أطول من اللازم ومحملة بمعلومات زائدة، ولذلك قرر كُتَّاب السيناريو حذفها على الرغم أنهم قد بدأوا بالفعل في تصوير المشاهد أثناءمرحلة ما بعد الإنتاج. أعد فريق المونتاج المقدمة الجديدة والتي وصف فيها بيلبو الهوبيتس وهو يقص حكاية الخاتم جاندالف فو بولسون ثيرادو. ومع ذلك قبل السفر إلى لندن بقليل كى يبدأون تصوير «لابندا سونورا» أعد بيتر جاكسون الفيلم بطريقة سينمائية جديدة واقترحت الشركة المكلف بتوزيع الفيلم أن يعاد عرض المقدمة مرة أخرى.
لذا قلل فريق المونتاج المقدمة غلى سبعة دقائق وبعد تجربتها من وجهة نظر إيسيلدور ووجهة أخرى عالمية قرروا طبعها من وجهة نظر الخاتم لأنه هو الطل الحقيقى. كان الراوى في البداية هو فرودو وبولسون الذي حَمل الخاتم أثناء الثلاثية لكن أنتهى به المطاف إلى أن تم قصة لأن الشخصية تجهل حكايته.
جرَّب كُتَّاب السيناريو جانكدالف كراوى وأيضاً ماكلين، مفسر الساخر ومع ذلك تم تقليل مساحة دورة لأنه كان كثيراً لحد ما في «مجتمع الخواتم» وفي النهاية ثم استخدام صوتها كراوى.
الموضوع ذو الصدى حينما كان يصف بيلبو الهوبيتس في الطبعة المنتشرة يحمل عنوان «الاهتمام بالهوبيتس» (عن الهوبيتس بالإسبانية) ويتفق مع أحد أجزاء المقدمة. أتم إعداده مؤلف (لابندا سونورا) الثلاثية هوارد شور ويه تم استخدام الكمان والفلوت الأيرلندى.